# Tapeinochilos
Tapeinochilos é um género botânico pertencente à família Costaceae.

## Sobre
O Tapeinochilo é uma planta tropical, herbácea e rizomatosa, de folhagem e florescimento ornamentais. De porte médio, alcança entre 1,5 a 2,5 metros de altura. As hastes ramificadas emergem a partir dos rizomas subterrâneos. Os ramos principais são marrons, semi-lenhosos, verticais, semelhantes a ramos de bambú, enquanto as hastes secundárias são verdes, curvas, em um arco espiral gracioso. As folhas são verdes, elípticas e glabras. Floresce na primavera e verão, despontando as inflorescências em forma de cone, basais, eretas, com numerosas brácteas cerosas de cor vermelho-brilhante e delicadas flores amarelas. Sua inflorescência se assemelha pela forma a um abacaxi, o que lhe rendeu o nome científico de ananassae.
O tapeinóquilo se bem adubado e irrigado pode produzir flores durante o ano todo. No paisagismo chama a atenção pela exuberante folhagem e inflorescênicas vermelhas chamativas. Ele valoriza principalmente jardins de inspiração tropical, em canteiros, maciços e bordaduras informais, suavizando construções, cercas e muros. Suas inflorescências são muito duráveis, sendo muito utilizadas como flor-de-corte, na confecção de arranjos florais.
Deve ser cultivado sob sol pleno ou meia-sombra, em solo fértil, drenável, profundo, enriquecido com matéria orgânica e irrigado regularmente. Aprecia o clima tropical e subtropical, preferindo locais quentes, úmidos, porém arejados. Não tolera longos períodos de estiagem ou baixas temperaturas. Fertilizações anuais com adubos ricos em matéria orgânica são bem vindas. Planta de baixa manutenção, não exige podas ou replantio. Multiplica-se por divisão das touceiras ou separação de porções do rizoma.

## ´Lista de espécies
- Tapeinochilos ananassae
- Tapeinochilos koordersianus
- Tapeinochilos pungens
- Tapeinochilos queenslandiae

1. ↑  «Tapeinochilos — World Flora Online». www.worldfloraonline.org. Consultado em 19 de agosto de 2020